# Лучший худший фильм
Лучший Худший Фильм (англ. Best Worst Movie) — американский документальный фильм 2009 года о создании печально известного фильма ужасов 1990 года Тролль 2 и его последующем возрождении в статусе культового фильма. Документалка была распространена студиями Magicstone Productions и New Video Group. Она также была включена в первые пять тысяч экземпляров на Blu-ray одновременно с фильмом «Тролль 2», переизданных 17 ноября 2015 года.

## Краткий сюжет
Данный фильм рассказывает о создании фильма «Тролль 2», о его падении, и несмотря на это, приобретение культового статуса.

## В ролях
- Майкл Стивенсон
- Джордж Харди
- Лили Харди
- Пита Рэй
- Мики Нокс
- Томми Бис
- Лила Грейвс
- Лаура Гулледж
- Мерри Харди
- Эмили Бут
- Клаудио Фрагассо
- Андраш Джонс

## Производство
После завершения и просмотра фильма «Тролль 2», Стивенсон смутился из-за фильма; однако, благодаря Myspace, он начал понимать, что фильм приобрёл культовый статус среди поклонников и часто перечислялся вместе с любимыми фильмами пользователей на сайте. По словам Стивенсона, поворотный момент наступил в апреле 2006 года. Он заявил: «Однажды утром я проснулся с очень тёплым чувством, и я улыбался от уха до уха. Я был рядом с моей женой, и я сказал: „Я — детская звезда самого худшего фильма, который когда-либо снимали… это история героя“».

## Релиз
Премьера фильма состоялась на фестивале South by Southwest в марте 2009 года; фильм был выпущен на DVD в ноябре 2010 года.

## Критика
«Лучший Худший Фильм» получил очень положительные отзывы. На декабрь 2021 года он имеет на Rotten Tomatoes 94 % одобрения от критиков, основанных на 70 рецензиях. Он также получил оценку 61 % на основе 15 рецензий на Metacritic. Роджер Эберт присудил документальному фильму три звезды из четырёх. AV Клуб присвоил фильму рейтинг «B».